# Serveur de courriel anonyme
Un serveur de courriel anonyme est un serveur informatique permettant de retransmettre un message électronique de façon à masquer l'identité de l'expéditeur. D'abord, ces serveurs retirent l'information contenue dans l'en-tête du message qui pourraient identifier son origine. Ensuite, du point de vue du destinataire, les messages reçus semblent avoir pour origine le serveur de courriel anonyme. Les messages peuvent aussi être retransmis plusieurs fois à l'intérieur d'un réseau de serveurs de courriel anonyme (mix) de façon qu'aucun de ces serveurs ne connaisse à la fois l'identité de l'expéditeur et celle du destinataire.
Les protocoles de transmission de la messagerie électronique tel le SMTP communiquent essentiellement en clair, ce qui permet à n'importe quel intermédiaire d'intercepter l'information. Les techniques communes de chiffrement permettent de protéger le contenu du message, mais laissent paraître certaines informations comme l'identité de l'expéditeur et du destinataire. Dans le contexte technologique où les fournisseurs d'accès à Internet sont de plus en plus souvent appelés à conserver des informations qu'ils transmettent de la part de leurs clients, certains internautes peuvent être tentés d'utiliser des méthodes anonymes pour protéger leur vie privée.

## Types de serveurs
On catégorise les serveurs de courriel anonyme en trois types :

### Serveurs Cypherpunk (Type I)
Ce serveur reçoit des messages chiffrés et y décode l'adresse du destinataire ainsi que le contenu du message. On ajoute au début du corps du message une pseudo-en-tête identifiant le destinataire final :
```
::
Request-Remailing-To: destinataire@fournisseur.fr

##
Subject: Problème éthique

Bonjour,
Je vous écris de façon sécurisée de crainte de perdre mon emploi
...
```

Une fois chiffré (en identifiant le serveur de courriel anonyme comme destinataire), le message à envoyer à l'adresse du serveur se présente comme suit (au format PGP/GnuPG) :
```
::
Encrypted: PGP

-----BEGIN PGP MESSAGE-----
Version: GnuPG v1.4.1 (GNU/Linux)

hQEOA9eUSgtlLOLBEAP+Jj+lgERwIXLIF0NGIxK2JZGW0OdOEhfYsQpAgsp98GJ9
9mOhZDSPjxFVdM2Oy6EmaevtCxGXBGmt8fxY6kOPyAIsgbN763BMOEfzDXgRJFGE
ICRxpZY2yM4srZ5yMu3krzvuJfqZA/2y8rXK3ozzJ9eUMYspEm6zLO4gktKElt4D
/2i+GxB3jYd93HQNwyLnCEzQFO/GfnIt8PDI15WZrfFnmqSlUBN8CfUg2PNn/wxs
hDUyzD/DNikZBZCjm8HYeTo30GYeQ2u6fvZjSbEy040Rd44UVpawR8SDU33fQFAn
fqF6Fn+eH12PkyEz/c9b1HuT3izRU/KOcqaJ3p8ulIXF0kABMdrntoebJ8nBkFeU
AjV34x/J/7/P5WbgClOczP7h2EBFcMJzXfh6sYUwxD52OL2V2o2QwfyxWOCcwIdg
0Yp4
=5WRv
-----END PGP MESSAGE-----
```

Il est aussi possible de ne pas chiffrer le message et l'envoyer directement en clair au serveur Cypherpunk.

### Serveurs Mixmaster (Type II)
Les messages sont initialement divisés en plusieurs paquets de données de taille égale qui seront envoyés dans le réseau de serveurs (mix). Pour ce faire, ce type de serveur utilise un logiciel client plutôt qu'une communication par courriel.

### Serveurs Mixminion (Type III)
Ce type de serveur tente d'ajouter certaines fonctionnalités au protocole Mixmaster telle la possibilité d'obtenir un message de réponse.
À ce jour, ce type de serveur est en phase de développement.